# Argyrophylax niveifacies
Argyrophylax niveifacies là một loài ruồi trong họ Tachinidae.